# 崔浩然 (劍擊運動員)
崔浩然（1993年1月20日—），生於香港，香港男子劍擊運動員。

## 運動員生涯
崔浩然在小學三年級時便參加啟基學校的劍擊興趣班，兩年後更加入劍擊會接受訓練和比賽，至中學二年級入選香港青少年劍擊代表隊。
2009年，16歲的崔浩然參加在新加坡舉行的亞洲青年擊劍錦標賽，越級挑戰20歲以下的青年組別，最後成功奪得該組別的個人銅牌及團體銅牌，又在少年組贏得一面花劍個人銅牌。
2012年，崔浩然代表香港出戰英國倫敦舉行的奧林匹克運動會擊劍比賽男子個人花劍賽事，是倫敦奧運港隊代表最年輕的成員。
2013年9月2日，崔浩然代表香港出戰全國運動會男子個人花劍賽，取得一面銅牌。
2014年9月，崔浩然代表香港參加南韓仁川舉行的亞運會劍擊比賽，與張家朗、張小倫和楊子加合作贏得男子花劍團體賽銅牌。
2018年8月，他在亞運會獨得兩銀，為歷來香港劍手在亞運的最好成績，更帶領港隊首次打入團體決賽。12月，他在個人社交網站宣佈退役。
崔浩然放下全職運動員這個身份兩年多，2021年4月決定復出，重返港隊接受全職訓練，劍指2024年的巴黎奧運。他回頭還是發現最愛劍擊：「好掛念做運動員的這份滿足感」。

## 個人生活
崔浩然是擁有香港、韓國及菲律賓三地血統的混血兒（父親港韓混血、母親菲律賓人），父親是香港劍擊隊領隊；另家有一姊於港青基信書院擔任英文科主任，及雙胞胎妹妹崔穎妍同為劍擊運動員。崔浩然曾就讀林大輝中學，在2010年參加香港中學會考，是末代會考生。

## 主要比賽成績
- 2013年
  - 全國運動會 花劍個人賽 銅牌
  - 2013年東亞運動會 花劍團體賽 金牌
  - 2013年東亞運動會 花劍個人賽 銅牌

- 2015
  - 香港公開劍擊錦標賽 花劍個人賽 冠軍

- 2016年
  - 亞洲U23劍擊錦標賽 花劍個人賽 銀牌
  - 亞洲U23劍擊錦標賽 花劍團體賽 金牌

- 2017年
  - 全國運動會 花劍團體賽 銅牌
  - 全國運動會 花劍個人賽 銀牌

- 2018年
  - 國際劍聯花劍大獎賽 美國站 季軍
  - 2018年亞洲運動會 花劍團體賽 銀牌
  - 2018年亞洲運動會 花劍個人賽 銀牌

- 2021
  - 香港公開劍擊錦標賽 花劍個人賽 冠軍

## 個人榮譽
- 香港傑出運動員選舉

香港最具潛質運動員（2012年）
- 行政長官社區服務獎狀（2019年）

## 外部連結
- 崔浩然的個人instagram （页面存档备份，存于）
- 崔浩然個人youtube頻道